# عزلة بني ربيعة (صعدة)
عزلة بني ربيعة هي إحدى عزل مديرية رازح في محافظة صعدة اليمنية ويبلغ تعداد سكانها 5571 نسمة حسب التعداد السكاني في اليمن لعام 2004.